# 佛羅里達美洲豹
佛羅里達美洲豹隊（英語：Florida Panthers）是位於美國佛羅里達州迈阿密都会区的國家冰球聯盟（NHL）隊伍，主场为位于森赖斯的阿梅兰特银行体育馆，隸屬東部聯盟大西洋分區。

## 队史

### 建队及首入总决赛
1992年底，國家冰球聯盟（NHL）经过投票，批准扩编两支新队——分别设于佛罗里达迈阿密和加利福尼亚州阿纳海姆，自此聯盟球队数量增至26支。迈阿密新队的老板为百視達老板韦恩·休伊曾加，该队是佛罗里达州继坦帕灣閃電后的第二支NHL球队。
佛罗里达美洲豹队在1993-94赛季首次亮相NHL，和NBA球队迈阿密热火共用迈阿密竞技场作主场。在首赛季常规赛积分达到83分，创下了当时NHL扩编球队中首赛季的最高积分，该记录直到2018年才被维加斯黄金骑士打破，球队最终仅以1个积分之差无缘季后赛。1995-1996赛季，刚建队不久的美洲豹队就打进了史丹利盃总决赛，但最终败给了科羅拉多雪崩隊。

### 主场搬迁及成绩下滑
1996年同年，球队筹划着新建主场。1998年，球队搬至新建的主场——国家汽车租赁中心，该球场位于迈阿密都会区、劳德代尔堡西郊的森赖斯。
但在搬迁主场之后，球队失去了迈阿密本地的球迷群体，上座率一蹶不振，常年排在NHL倒数几位。在森赖斯当地有着许多移民和退休人士，他们来现场看球甚至是为了支持客队。球队在折戟1996年史丹利盃后，做出了一系列失败的球员交易，导致球队成绩不断下滑，又进一步失去了球迷支持。从2001年到2011年，美洲豹队在长达10年的时间里没能打进季后赛。

### 2010年代中期重回竞争
2010年代中期，球队开始恢复了一些势头。在之后的几年，球队常常能触到季后赛的门槛，但不是以毫厘之差错失季后赛，就是外卡轮/第一轮被淘汰。
2021-22赛季，美洲豹队常规赛拿下122分的积分，获得了象征常规赛最佳战绩的总统奖座，但在季后赛中却止步第二轮。在2022-23赛季，美洲豹队时隔27年后第二次打入史丹利盃总决赛，但最终输给了NHL新贵维加斯金骑士。2023-24赛季，美洲豹队又打入史丹利盃总决赛，历经7场系列赛，最终击败埃德蒙顿油人，赢下队史上的首座史丹利盃。

## 主要战绩
- 斯坦利杯：2次（国家冰球联盟2023—24赛季|2023-24赛季、国家冰球联盟2024—25赛季|2024-25赛季）
- 东部联盟冠军：3次（1995-96赛季（英语：1995–96 NHL season）、2022-23赛季（英语：2022–23 NHL season）、2023-24赛季）
- 分区冠军：4次（2011-12赛季（英语：2011–12 NHL season）、2015-16赛季（英语：2015–16 NHL season）、2021-22赛季（英语：2021–22 NHL season）、2023-24赛季、2024–25)
- 总统奖座（英语：Presidents' Trophy）：1次（2021-22赛季（英语：2021–22 NHL season））